# Lia Wyler
Lia Carneiro da Cunha Alverga Wyler (Ourinhos, 6 de outubro de 1934 – Rio de Janeiro, 11 de dezembro de 2018) foi uma tradutora profissional brasileira, conhecida principalmente pela tradução, no Brasil, da série Harry Potter.

## Biografia
Nasceu em Ourinhos, São Paulo, mas desde cedo radicou-se no Rio de Janeiro.
Lia Wyler vinha traduzindo livros desde 1969. Em seu currículo na área encontrava-se livros de autores de língua inglesa como Henry Miller, Joyce Carol Oates, Margaret Atwood, Gore Vidal, Tom Wolfe, Sylvia Plath, Stephen King e vários outros.
Formou-se em letras pela PUC-Rio e fez mestrado em comunicação pela Eco-UFRJ, onde defendeu a tese A Tradução no Brasil, na qual fala da condição de "invisibilidade" do tradutor - algo que não ocorreu consigo própria, tendo ganhado fama após a tradução da série Harry Potter, de J. K. Rowling.
Era também autora da primeira história da tradução no Brasil, "Línguas, poetas e bacharéis", e foi presidente do Sindicato Nacional dos Tradutores de 1991 a 1993.

## Tradução de Harry Potter
Lia Wyler inventou vários termos na traduções de Harry Potter e recebeu algumas críticas por parte de fãs devido às traduções dos nomes. Contudo, a tradutora foi elogiada pela própria autora J.K. Rowling.[carece de fontes?] Exemplos: Ron - Rony; Ginny - Gina; James Potter - Tiago Potter; Quidditch - Quadribol; Billywig - Gira-gira; Bowtruckle - Tronquilho; Muggle - Trouxa; Bill - Gui; Head-boy - Monitor-chefe; Snitch - Pomo.
Lia Wyler traduziu em 2008 Os Contos de Beedle, o Bardo, um livro paralelo à série Harry Potter, e também o último livro da série, Harry Potter e as Relíquias da Morte.

## Obras
| Ano                | Título                                            | Autor(a) original     | Editora         | Cidade         | ISBN                   |
| Autoajuda          | Autoajuda                                         | Autoajuda             | Autoajuda       | Autoajuda      | Autoajuda              |
| ------------------ | ------------------------------------------------- | --------------------- | --------------- | -------------- | ---------------------- |
| 2007               | Meu pescoço é um horror: e outros papos de mulher | Nora Ephron           | Rocco           | Rio de Janeiro | ISBN 978-85-325-2147-7 |
| Sem data           | A psicologia do chefe                             | Charles Vance         | Artenova        | Rio de Janeiro | ISBN 978-0-07-066871-3 |
| Sem data           | Casamento: primeiro passo para o divórcio         | Pamela Mason          | Record          | Rio de Janeiro | ISBN 978-0-491-00283-7 |
| Esotérico          |                                                   |                       |                 |                |                        |
| 1989               | A filosofia do I Ching                            | Carol K. Anthony      | Nova Fronteira  | Rio de Janeiro | ISBN 978-85-209-0153-3 |
| 1987               | Dançando na luz                                   | Shirley MacLaine      | Record          | Rio de Janeiro | ISBN 978-85-01-02993-5 |
| Sem data           | Além do primeiro décimo                           | Lobsang Rampa         | Record          | Rio de Janeiro | ISBN 978-85-01-02993-5 |
| 1970               | Capítulos da vida                                 | Lobsang Rampa         | Record          | Rio de Janeiro | ISBN 978-85-01-00061-3 |
| Ficção             |                                                   |                       |                 |                |                        |
| Em impressão       | Para alívio dos impulsos insuportáveis            | Nathan Englander      | Rocco           | Rio de Janeiro | ISBN 978-85-325-2270-2 |
| 2007               | Um sonho americano                                | Norman Mailer         | L&PM            | Porto Alegre   | ISBN 978-85-254-1522-6 |
| 2004               | Negociando com os mortos                          | Margaret Atwood       | Rocco           | Rio de Janeiro | ISBN 978-85-325-1755-5 |
| 2003               | Dançarinas                                        | Margaret Atwood       | Rocco           | Rio de Janeiro | ISBN 978-85-325-1468-4 |
| 2002               | E o Bruno?                                        | Aleksander Hemon      | Rocco           | Rio de Janeiro | ISBN 978-0-385-49923-1 |
| 2000               | A vida dos insetos                                | Victor Pellevin       | Rocco           | Rio de Janeiro | ISBN 978-85-325-1123-2 |
| 2000               | A evolução de Jane                                | Cathleen Schine       | Rocco           | Rio de Janeiro | ISBN 978-85-325-1117-1 |
| 1999               | Presença de mulher                                | Saul Bellow           | Rocco           | Rio de Janeiro | ISBN 978-85-325-1001-3 |
| 1998               | A flor azul                                       | Penelope Fitzgerald   | Bertrand Brasil | Rio de Janeiro | ISBN 978-85-286-0648-5 |
| 1998               | Floristas & Bufês                                 | Tom Wolfe             | Rocco           | Rio de Janeiro | ISBN 978-85-88464-07-0 |
| 1997               | Radical Chique e o terror dos Rps                 | Tom Wolfe             | Rocco           | Rio de Janeiro | ISBN 978-85-325-0706-8 |
| 1995               | Insônia                                           | Stephen King          | Objetiva        | Rio de Janeiro | ISBN 978-85-7302-294-0 |
| 1995               | Jogo Perigoso                                     | Stephen King          | Objetiva        | Rio de Janeiro | ISBN 978-85-7302-825-6 |
| 1993               | Ao vivo do Calvário                               | Gore Vidal            | Rocco           | Rio de Janeiro | ISBN 978-0-14-023119-9 |
| 1992               | Lucy                                              | Jamaica Kincaid       | Objetiva        | Rio de Janeiro | ISBN 978-0-374-52735-8 |
| 1992               | Os Eleitos                                        | Tom Wolfe             | Rocco           | Rio de Janeiro | ISBN 978-85-325-0107-3 |
| Inédito            | Amargurado coração                                | Joyce Carol Oates     | Paulicéia       | São Paulo      | ISBN 978-0-7867-1482-7 |
| 1990               | O clube da felicidade e da sorte                  | Amy Tan               | Rocco           | Rio de Janeiro | ISBN 978-85-325-0044-1 |
| 1990               | Um furto                                          | Saul Bellow           | Rocco           | Rio de Janeiro | ISBN 978-85-325-0027-4 |
| 1989               | "S"                                               | John Updike           | Rocco           | Rio de Janeiro | ISBN 978-0-449-21652-1 |
| 1989               | Um eco muito distante                             | Muriel Spark          | Rocco           | Rio de Janeiro | ISBN 978-85-325-0246-9 |
| 1988               | Usina de sonhos                                   | Michael Chabon        | Rocco           | Rio de Janeiro | ISBN 978-85-10-31922-5 |
| 1988               | A fogueira das vaidades                           | Tom Wolfe             | Rocco           | Rio de Janeiro | ISBN 978-84-612-0588-2 |
| 1988               | A morte me persegue                               | Ross MacDonald        | L&PM            | Porto Alegre   | ISBN 85-254-0202-8     |
| 1988               | Mentiras de Amor                                  | Barbara Pym           | Record          | Rio de Janeiro | ISBN 85-10-29322-8     |
| 1987               | Aventuras inéditas de Sherlock Holmes             | Arthur Conan Doyle    | L&PM            | Porto Alegre   | ISBN 85-85061-93-6     |
| 1987               | Um amigo de Kafka                                 | Isaac Bashevis Singer | L&PM            | Porto Alegre   | ISBN 85-254-0163-3     |
| 1986               | A sabedoria do coração                            | Henry Miller          | L&PM            | Porto Alegre   | ISBN 85-254-0123-4     |
| Inédito            | Bellefleur                                        | Joyce Carol Oates     | Anima           | Rio de Janeiro | ISBN 0-452-26794-3     |
| 1986               | Educação sentimental                              | Joyce Carol Oates     | Anima           | Rio de Janeiro | ISBN 1-84115-642-6     |
| 1983               | Nós                                               | Eugene Zamiatin       | Anima           | Rio de Janeiro | ISBN 0-553-38135-0     |
| Sem data           | A gruta de cristal                                | Mary Stewart          | Record          | Rio de Janeiro | ISBN 0-449-24111-4     |
| Sem data           | Rififi no Harlem                                  | Chester Himes         | Record          | Rio de Janeiro | ISBN 978-85-254-1564-6 |
| Sem data           | É sua vez Mr. Moto                                | John P. Marquand      | Record          | Rio de Janeiro | ISBN 85-254-0024-6     |
| Sem data           | O bom médico samaritano                           | Elizabeth Seifert     | Record          | Rio de Janeiro | ISBN 0-88411-052-4     |
| Sem data           | O grande sequestro                                | Rennie Airth          | Record          | Rio de Janeiro | ISBN 91-89380-08-8     |
| Infantil / Juvenil |                                                   |                       |                 | Rio de Janeiro |                        |
| 2008               | Os Contos de Beedle, o Bardo                      | J. K. Rowling         | Rocco           | Rio de Janeiro | ISBN 85-325-0813-8     |
| 2007               | Harry Potter e as Relíquias da Morte              | J. K. Rowling         | Rocco           | Rio de Janeiro | ISBN 978-85-325-2261-0 |
| Em impressão       | O segredo do Caça-feitiço                         | Joseph Delaney        | Bertrand Brasil | Rio de Janeiro | ISBN 85-286-1411-5     |
| Em impressão       | A maldição do Caça-feitiço                        | Joseph Delaney        | Bertrand Brasil | Rio de Janeiro | ISBN 85-286-1372-0     |
| Em impressão       | O aprendiz do Caça-feitiço                        | Joseph Delaney        | Bertrand Brasil | Rio de Janeiro | ISBN 85-286-1315-1     |
| Em impressão       | Os gêmeos da lâmpada                              | P. B. Kerr            | Rocco           | Rio de Janeiro | ISBN 0-439-77135-8     |
| 2007               | Nos subterrâneos da cidade                        | Charles Ogden         | Rocco           | Rio de Janeiro | ISBN 1-4169-1412-9     |
| 2007               | Armadilha para turistas                           | Charles Ogden         | Rocco           | Rio de Janeiro | ISBN 1-4169-1411-0     |
| 2006               | Bichos raros                                      | Charles Ogden         | Rocco           | Rio de Janeiro | ISBN 1-58246-110-4     |
| 2005               | Angel ― segredos, suspeitas e praias ensolaradas  | Cherry Whytock        | Rocco           | Rio de Janeiro | ISBN 1-85340-754-2     |
| 2005               | Angel ― salsichões horríveis e corpos divinos     | Cherry Whytock        | Rocco           | Rio de Janeiro | ISBN 85-325-1843-5     |
| 2005               | Harry Potter e o Enigma do Príncipe               | J. K. Rowling         | Rocco           | Rio de Janeiro | ISBN 85-325-1947-4     |
| 2004               | Angel ― desastres, dietas e sutiãs                | Cherry Whytock        | Rocco           | Rio de Janeiro | ISBN 85-325-1769-2     |
| 2004               | Eu, Clara Rosa                                    | Paula Danziger        | Rocco           | Rio de Janeiro | ISBN 85-325-1713-7     |
| 2004               | Harry Potter e a Ordem da Fênix                   | J. K. Rowling         | Rocco           | Rio de Janeiro | ISBN 85-325-1622-X     |
| 2003               | Areias do tempo                                   | Michael Hoey          | Rocco           | Rio de Janeiro | ISBN 85-325-1658-0     |
| 2003               | O tempo não pode parar                            | Michael Hoey          | Rocco           | Rio de Janeiro | ISBN 85-325-1575-4     |
| 2002               | Clara Rosa está murchinha                         | Paula Danziger        | Rocco           | Rio de Janeiro | ISBN 85-325-1477-4     |
| 2002               | Clara Rosa vê vermelho                            | Paula Danziger        | Rocco           | Rio de Janeiro | ISBN 85-325-1391-3     |
| 2002               | Tia Lola veio (visitar) morar                     | Julia Alvarez         | Rocco           | Rio de Janeiro | ISBN 85-325-1424-3     |
| 2002               | Verdi                                             | Janell Cannon         | Rocco           | Rio de Janeiro | ISBN 0-590-11749-1     |
| 2001               | Trupp                                             | J. Cannell            | Rocco           | Rio de Janeiro | ISBN 85-325-0973-8     |
| 2001               | Sempre Clara Rosa                                 | Paula Danziger        | Rocco           | Rio de Janeiro | ISBN 85-325-1337-9     |
| 2001               | Quadribol Através dos Séculos                     | J. K. Rowling         | Rocco           | Rio de Janeiro | ISBN 972-23-2756-9     |
| 2001               | Animais Fantásticos e Onde Habitam                | J. K. Rowling         | Rocco           | Rio de Janeiro | ISBN 85-325-1329-8     |
| 2001               | Harry Potter e o Cálice de Fogo                   | J. K. Rowling         | Rocco           | Rio de Janeiro | ISBN 85-325-1252-6     |
| 2001               | Harry Potter e o Prisioneiro de Azkaban           | J. K. Rowling         | Rocco           | Rio de Janeiro | ISBN 85-325-1206-2     |
| 2001               | Harry Potter e a Câmara Secreta                   | J. K. Rowling         | Rocco           | Rio de Janeiro | ISBN 85-325-1166-X     |
| 2001               | A gatinha siamesa chinesa                         | Amy Tan               | Rocco           | Rio de Janeiro | ISBN 0-689-84617-7     |
| 2000               | Clara Rosa quer uma chance                        | Paula Danziger        | Rocco           | Rio de Janeiro | ISBN 85-325-1175-9     |
| 2000               | Clara Rosa começa vida nova                       | Paula Danziger        | Rocco           | Rio de Janeiro | ISBN 85-325-1178-3     |
| 2000               | Harry Potter e a Pedra Filosofal                  | J. K. Rowling         | Rocco           | Rio de Janeiro | ISBN 85-325-1101-5     |
| 1998               | Clara Rosa não é nome de flor                     | Paula Danziger        | Rocco           | Rio de Janeiro | ISBN 85-325-0845-6     |
| 1997               | Stelaluna                                         | J. Cannell            | Rocco           | Rio de Janeiro | ISBN 84-261-3157-3     |
| 1997               | O terno tanto-faz                                 | Sylvia Plath          | Rocco           | Rio de Janeiro | ISBN 85-325-0795-6     |

Fonte: Bibliografia de Tradução — Lia Wyler[ligação inativa]